# Annica Smedius
Karin Annica Smedius, född 15 april 1964 i Uddevalla, är en svensk sångerska, skådespelare, röstskådespelare, översättare och speaker.

## Biografi
Smedius har gjort svenska röster till bland annat Tommy och Angelica i Rugrats, Velma i Scooby Doo, Sailor Mercury i Sailor Moon, Sam i Totally Spies, Billy's world, Cowboys from Moo Mesa, Doug, Wednesday i Familjen Addams och Dolly Parton i Hannah Montana, samt en kort period på 1990-talet även till Bart Simpson. Hon fick åter spela denna roll i den officiella svenska dubbningen av The Simpsons: Filmen. Hon har sjungit in sånger till den svenska dubbningen av Pokémon-animen och spelar Misty i serien.
Smedius har medverkat i ett antal shower tillsammans med bland andra Johannes Brost, Kjell Bergkvist, Per Eggers, Tomas Bolme, Jan Johansen och Nicke Wagemyr. Smedius sjunger i banden OddJob och Glenns Orkester, samt är anlitad som körsångerska i många Disneyfilmer. Hon hörs i många dokumentärer på TV4 och TV4 Fakta. Hon är berättarröst till utställningen  "Uppdrag: Rädda Liv" anordnad av Läkare Utan Gränser. Sedan några år är hon även Axess TV:s kanalröst - och står för både manus samt röst till trailers och tablåintron. Även i många e-utbildningar - samt talböcker hörs Smedius röst. Hon har agerat svensk berättarröst till många dokumentärer om vetenskap och djur och natur.
Smedius var tidigare verksam som översättare mellan åren 1992 och 2002, med serier som Aladdin, Nalle har ett stort blått hus, Nya äventyr med Nalle Puh, Stålmusen, Starla och juvelriddarna, med mera. 1991-1992 arbetade hon som radiopresentatör på Sveriges Radio P3, i program som Frukostbrickan, Min Melodi, Limpopo, med flera. 
Som röstskådespelerska har hon medverkat i ett flertal poddar, bland annat första avsnittet av Röstskådespelarna och Art is Alive med Zeventine på Paramount+
Smedius arbetar även med tolkning, via Skrivtolkning och TSS - tecken som stöd.
Smedius har tillsammans med Per Sandborgh sonen Emil Smedius och dottern Matilda Smedius.